# Neoeme hudepohli
Neoeme hudepohli là một loài bọ cánh cứng trong họ Cerambycidae.